# EZ2Dancer
EZ2Dancer es una serie de videojuegos de baile creado por la empresa Corea del Sur Amuseworld. El modo de juego de la serie es similar a otros juegos de simulación de baile, pero a diferencia de la mayoría de los juegos de su género, EZ2Dancer incorpora dos sensores de mano y de pie en un juego.

## El juego
El modo de juego principal consiste en mantenerse en sincronía con una rutina de baile presentado a la canción seleccionada, estas rutinas implica la intensificación en tres paneles direccionales dispuestas en círculo de arriba-izquierda, arriba, derecha y abajo posiciones y romper vigas, de un conjunto de los dos sensores infrarrojos mano directamente en frente del jugador. Los jugadores reciben un juicio sobre cada comando, y algunas versiones incorporan notas que deben mantenerse en toda su duración. Después de la canción se termina, una puntuación y el rango se generan.
EZ2Dancer tiene 4 niveles de dificultad en común; modo "Easy" (para principiantes), modo "Hard" (para jugadores intermedios), modo "Club" (también conocido como Double, o modo Freestyle, ya que se usan las dos plataformas así como sus sensores), y el modo "Real"(para jugadores avanzados, ya que se usan además los sensores de manos de la parte inferior, a diferencia de los modos Easy, Hard y Club).

## Lanzamientos

### EZ2Dancer The 1st Move
31 de agosto de 2000 en Corea del Sur Canciones notables que se incluyen "Rule of Game" de Goofy, "Nuh" de Lee Jung Hyun, "First Love" de Clon, "Pierrot" de Lee Hyun Do y Jed of D.Bace, "Make Love" de NRG, "Vision" de Yoo Seung Jun, "Precious Love" de Park Ji Yoon y "Southwest Cadillac", una versión editada de EZ2DJ.

### Ez2Dancer The 2nd Move
17 de enero de 2001 en Corea del Sur Canciones Se agregan nuevas canciones como "Appeal" (Acid Pop) del videojuego EZ2DJ y más canciones de K-Pop.

### EZ2Dancer UK Move
Noviembre de 2002 en Estados Unidos Canciones sin licencia incluye "Dancing Queen" de ABBA, "Uncle John From Jamaica" de Vengaboys y "Reach" de S Club 7. Los antecedentes de los anteriores de Corea mezclas se mantuvieron.

### EZ2Dancer UK Move Special Edition
Octubre de 2003 en Estados Unidos Canciones ¿Qué tiene de especial esta mezcla? es que después de la reacción de las quejas sobre el UK Move discutiblemente mala selección de canciones de la comunidad de juego de baile, David Swei, el director de marketing europeo de Amuseworld, dio un paso in Vykkye Nye, que trabajaba como chica de relaciones públicas para Amuseworld en el Reino Unido, utilizó una encuesta en línea pidiendo a la (ahora difunta) Dancegames.com 's los miembros del sitio para que presenten sus canciones favoritas para su uso en el Reino Unido, una Nueva Move. K-Pop fue sugerido, pero David se insiste en que sólo utilizan canciones en Inglés de la nueva mezcla. Sin embargo, "Get Ready" de Perry y YG Family que hizo en que a pesar de la canción que se está en coreano, que utiliza un coro Inglés. Las canciones finales fueron seleccionados y la mezcla fue puesto en libertad.

### EZ2Dancer SuperChina
Septiembre de 2004 en República Popular China Canciones también recibió. Cuenta con las canciones de EZ2Dancer 2ndMove más nuevas canciones de artistas pop, incluyendo el mandarín-Jolin Tsai, Leon Lai y Kelly Chen. También tiene un par de canciones nuevas de artistas coreanos, es decir, de Yoo Seung Jun, S # arp, Jon junio Hyon, y Clon.

## Modos de Juego
- Easy Style: Modo normal - de juego para principiantes, artistas o bailarines libres. Para cada jugador, hay tres flechas de dirección (arriba, izquierda, arriba a la derecha, abajo) y dos sensores (izquierda, derecha).
- Hard Style: Modo hard - Igual que normalmente pero con un mayor nivel de dificultad.
- Real Style: Usa tres flechas como el modo normal, pero la barra del sensor se divide en dos zonas: superior e inferior, por lo que el jugador tiene cuatro sensores (parte superior izquierda, superior derecha, inferior izquierda, inferior derecha) para jugar.
- Club Style: Modo double - utiliza las flechas de 6 pasos y 4 sensores.

SuperChina en modo Real es diferente de 2nd Move que utiliza cursos.
El modo real en SuperChina es un modo normal cuando lo que necesita terminar la canción para continuar con la siguiente etapa.
En SuperChina se dice que es mucho más difícil en modo real, ya que utiliza la mayoría de los sensores y el paso de las flechas al mismo tiempo. Numerosos saltos, se observaron en modo real.

## SongList
Las siguientes son las listas de canciones de todos las versiones de Ez2dancer:
| Ez2dancer The 1st Move | Ez2dancer The 1st Move | Ez2dancer The 1st Move | Ez2dancer The 1st Move | Ez2dancer The 1st Move |
| Song                   | Easy                   | Hard                   | Real                   | Club                   |
| ---------------------- | ---------------------- | ---------------------- | ---------------------- | ---------------------- |
| Analyze Boys And Girls | ✓                      | ✓                      |                        | ✓                      |
| Anytime                |                        | ✓                      | ✓                      | ✓                      |
| Cross                  | ✓                      | ✓                      |                        | ✓                      |
| Everybody Dance        | ✓                      |                        |                        | ✓                      |
| First Love             | ✓                      | ✓                      |                        |                        |
| Funky Love             |                        | ✓                      |                        |                        |
| Gakkai                 | ✓                      |                        |                        |                        |
| Give Me                | ✓                      | ✓                      |                        |                        |
| Hey You                | ✓                      | ✓                      |                        |                        |
| I've Got This Feelin'  | ✓                      |                        | ✓                      | ✓                      |
| Livin La Vida Loca     |                        | ✓                      |                        | ✓                      |
| Look Out               | ✓                      | ✓                      | ✓                      |                        |
| Make Love              | ✓                      |                        |                        | ✓                      |
| Mambo No 5             |                        | ✓                      |                        | ✓                      |
| Minus 1 ~Space Mix~    |                        | ✓                      | ✓                      |                        |
| Pierrot                |                        | ✓                      |                        | ✓                      |
| Precious Love          |                        | ✓                      |                        |                        |
| Red Hot                |                        | ✓                      | ✓                      |                        |
| Rule Of The Game       | ✓                      |                        |                        |                        |
| Say That U             | ✓                      | ✓                      | ✓                      | ✓                      |
| Seize The Day          |                        | ✓                      | ✓                      |                        |
| Sexy Guy               | ✓                      |                        |                        |                        |
| Sorry                  | ✓                      |                        |                        |                        |
| Southwest Cadillac     |                        | ✓                      | ✓                      | ✓                      |
| Stay ~Agressive Mix~   |                        | ✓                      | ✓                      |                        |
| Summer Of Love         | ✓                      | ✓                      |                        | ✓                      |
| Theme Of EZ2DJ         |                        | ✓                      | ✓                      | ✓                      |
| The Rhythm             | ✓                      | ✓                      | ✓                      |                        |
| To My Boyfriend        | ✓                      | ✓                      |                        | ✓                      |
| Touch Me               | ✓                      | ✓                      |                        |                        |
| Valentine              | ✓                      | ✓                      |                        |                        |
| Vision                 | ✓                      | ✓                      |                        |                        |
| We Luv Music           |                        | ✓                      | ✓                      | ✓                      |
| You                    | ✓                      | ✓                      |                        |                        |
| Ztar warZ              |                        | ✓                      | ✓                      | ✓                      |

| Ez2dancer The 2nd Move | Ez2dancer The 2nd Move | Ez2dancer The 2nd Move | Ez2dancer The 2nd Move | Ez2dancer The 2nd Move |
| Song                   | Easy                   | Hard                   | Real                   | Club                   |
| ---------------------- | ---------------------- | ---------------------- | ---------------------- | ---------------------- |
| Appeal                 | ✓                      | ✓                      |                        |                        |
| Back For More          | ✓                      |                        |                        |                        |
| Combination            | ✓                      | ✓                      | ✓                      |                        |
| Dancing Queen (S#arp)  | ✓                      |                        |                        |                        |
| Dieoxin                |                        | ✓                      | ✓                      |                        |
| Envy Mask              |                        |                        |                        | ✓                      |
| Exist                  |                        | ✓                      | ✓                      | ✓                      |
| Funky 5                |                        |                        |                        | ✓                      |
| Get It Up              |                        |                        | ✓                      | ✓                      |
| I've Fallen            |                        | ✓                      | ✓                      |                        |
| I Will Be Back         | ✓                      |                        |                        | ✓                      |
| Jam                    | ✓                      | ✓                      | ✓                      | ✓                      |
| Mint Love              | ✓                      | ✓                      |                        | ✓                      |
| Moving On              |                        |                        | ✓                      | ✓                      |
| Now                    | ✓                      |                        |                        |                        |
| One Candle             | ✓                      |                        |                        |                        |
| Open Your Eyes         | ✓                      | ✓                      |                        |                        |
| Showdown               |                        | ✓                      | ✓                      | ✓                      |
| Special K              |                        |                        | ✓                      | ✓                      |
| The Boy                | ✓                      | ✓                      |                        |                        |
| The Future             |                        | ✓                      | ✓                      | ✓                      |

| Ez2dancer UK Move             | Ez2dancer UK Move | Ez2dancer UK Move | Ez2dancer UK Move | Ez2dancer UK Move |
| Song                          | Easy              | Hard              | Real              | Club              |
| ----------------------------- | ----------------- | ----------------- | ----------------- | ----------------- |
| Baby One More Time            | ✓                 | ✓                 | ✓                 | ✓                 |
| Dancing Queen (Abba)          | ✓                 | ✓                 | ✓                 |                   |
| Don't Be Stupid               | ✓                 | ✓                 |                   |                   |
| I'm Barbie Girl               | ✓                 |                   | ✓                 | ✓                 |
| I'm So Excited                |                   | ✓                 |                   | ✓                 |
| Into The Groove               | ✓                 |                   |                   | ✓                 |
| It's Raining Men              | ✓                 | ✓                 | ✓                 | ✓                 |
| I Wanna Dance With Somebody   | ✓                 |                   | ✓                 |                   |
| I Will Survive                | ✓                 |                   |                   | ✓                 |
| Lambada                       |                   | ✓                 | ✓                 |                   |
| Living On A Prayer            | ✓                 | ✓                 |                   | ✓                 |
| Reach                         |                   | ✓                 |                   | ✓                 |
| Smooth Criminal               | ✓                 | ✓                 | ✓                 | ✓                 |
| Staying Alive                 | ✓                 |                   | ✓                 |                   |
| Uncle John From Jamaica       |                   | ✓                 |                   |                   |
| Wake Me Up Before You Go Go   | ✓                 |                   | ✓                 | ✓                 |
| You Make Me Feel Like Dancing | ✓                 | ✓                 | ✓                 |                   |
| You're The One That I Want    |                   | ✓                 | ✓                 |                   |

| Ez2dancer UK Move ~ Special Edition ~ | Ez2dancer UK Move ~ Special Edition ~ | Ez2dancer UK Move ~ Special Edition ~ | Ez2dancer UK Move ~ Special Edition ~ | Ez2dancer UK Move ~ Special Edition ~ |
| Song                                  | Easy                                  | Hard                                  | Real                                  | Club                                  |
| ------------------------------------- | ------------------------------------- | ------------------------------------- | ------------------------------------- | ------------------------------------- |
| All My Friends Are Metalheads         | ✓                                     | ✓                                     | ✓                                     | ✓                                     |
| All The Small Things                  | ✓                                     | ✓                                     | ✓                                     | ✓                                     |
| Alone                                 | ✓                                     | ✓                                     | ✓                                     | ✓                                     |
| Asereje                               | ✓                                     | ✓                                     | ✓                                     | ✓                                     |
| Bad Touch                             | ✓                                     | ✓                                     | ✓                                     | ✓                                     |
| Be Cool                               | ✓                                     | ✓                                     | ✓                                     | ✓                                     |
| Bootylicious                          | ✓                                     | ✓                                     | ✓                                     | ✓                                     |
| Cant Get You Out Of My Head           | ✓                                     | ✓                                     | ✓                                     | ✓                                     |
| Damnit, I Changed Again               | ✓                                     | ✓                                     | ✓                                     | ✓                                     |
| Dirrty                                | ✓                                     | ✓                                     | ✓                                     | ✓                                     |
| Face Down Ass Up                      | ✓                                     | ✓                                     | ✓                                     | ✓                                     |
| Get Ready                             | ✓                                     | ✓                                     | ✓                                     | ✓                                     |
| Get This Party Started                | ✓                                     | ✓                                     | ✓                                     | ✓                                     |
| It's Like That                        | ✓                                     | ✓                                     | ✓                                     | ✓                                     |
| It Just Won't Do                      | ✓                                     | ✓                                     | ✓                                     | ✓                                     |
| I Think Were Alone Now                | ✓                                     | ✓                                     | ✓                                     | ✓                                     |
| Jenny from the block                  | ✓                                     | ✓                                     | ✓                                     | ✓                                     |
| Kiss Kiss                             | ✓                                     | ✓                                     | ✓                                     | ✓                                     |
| Kissy Kissy                           | ✓                                     | ✓                                     | ✓                                     | ✓                                     |
| Like A Prayer                         | ✓                                     | ✓                                     | ✓                                     | ✓                                     |
| Like I Love You                       | ✓                                     | ✓                                     | ✓                                     | ✓                                     |
| Nu Flow                               | ✓                                     | ✓                                     | ✓                                     | ✓                                     |
| Pop                                   | ✓                                     | ✓                                     | ✓                                     | ✓                                     |
| Reload                                | ✓                                     | ✓                                     | ✓                                     | ✓                                     |
| Shake Ur Body                         | ✓                                     | ✓                                     | ✓                                     | ✓                                     |
| Shooting Star                         | ✓                                     | ✓                                     | ✓                                     | ✓                                     |
| The Logical Song                      | ✓                                     | ✓                                     | ✓                                     | ✓                                     |
| Virtual Insanity                      | ✓                                     | ✓                                     | ✓                                     | ✓                                     |
| You Rock My World                     | ✓                                     | ✓                                     | ✓                                     | ✓                                     |

| Ez2dancer SuperChina         | Ez2dancer SuperChina | Ez2dancer SuperChina | Ez2dancer SuperChina | Ez2dancer SuperChina |
| Song                         | Easy                 | Hard                 | Real                 | Club                 |
| ---------------------------- | -------------------- | -------------------- | -------------------- | -------------------- |
| Para Para Sakura 芭啦芭樱    |                      | ✓                    | ✓                    | ✓                    |
| Sister Sister 十个光头九个富 |                      | ✓                    | ✓                    | ✓                    |
| 一个人的精彩                 | ✓                    | ✓                    | ✓                    | ✓                    |
| 不如跳舞                     |                      | ✓                    | ✓                    | ✓                    |
| 不得了                       | ✓                    | ✓                    | ✓                    |                      |
| 叮咚                         |                      | ✓                    | ✓                    |                      |
| 呼吸不说谎                   | ✓                    | ✓                    | ✓                    |                      |
| 大日子                       |                      | ✓                    | ✓                    |                      |
| 天衣无缝                     |                      | ✓                    | ✓                    |                      |
| 恋爱情色                     | ✓                    | ✓                    | ✓                    | ✓                    |
| 恋爱情色                     | ✓                    |                      | ✓                    | ✓                    |
| 恋爱神经                     | ✓                    | ✓                    | ✓                    |                      |
| 愈爱愈好                     |                      | ✓                    | ✓                    | ✓                    |
| 摇咧摇咧                     | ✓                    | ✓                    | ✓                    |                      |
| 热舞                         |                      | ✓                    | ✓                    | ✓                    |
| 爱的主打歌                   | ✓                    | ✓                    | ✓                    |                      |
| 眉飞色舞                     | ✓                    | ✓                    | ✓                    | ✓                    |
| 看我七十二变                 | ✓                    | ✓                    | ✓                    | ✓                    |
| 自由                         |                      | ✓                    | ✓                    | ✓                    |
| 越夜越有机                   |                      | ✓                    | ✓                    | ✓                    |
| 龙拳                         |                      | ✓                    | ✓                    | ✓                    |

## Desbloqueos
- Todas las canciones: Antes de elegir la dificultad, pasar las manos por la parte inferior de los sensores izquierdo y derecho alternadamente hasta escuchar un sonido que indica la activación del truco. Este truco funciona en EZ2Dancer UK y no en 2nd Move.
- Cambios de velocidad: Antes de elegir la canción (o sea, antes de pulsar doble atrás) pasar la mano bajo el sensor izquierdo 2 veces, cambiando la canción y volviendo a ella. Puedes elegir entre (En este orden por cantidad de veces activado el truco) x2, x4 y x1 (Por defecto).
- Estilos: Antes de elegir la canción (o sea, antes de pulsar doble atrás) pasar la mano bajo el sensor derecho 2 veces, cambiando la canción y volviendo. Puedes elegir entre (En este orden por cantidad de veces activado el truco) Blind, Blink, Hidden y Sudden.
- Random: Antes de elegir la canción, pisa el botón izquierdo y derecho alternadamente hasta activar el truco.

## Ubicación de algunas máquinas

### Filipinas
Tres ez2Dancer SuperChina fueron vistas en Filipinas, la primera fue visto en la avenida Isetann Cinerama Recto, Manila, pero después de unos meses de cierre de su operación. La Segunda máquina SuperChina fue vista en el SM Supercenter Molino, en virtud de Cavite Mundial de Tom de atracciones. A partir de 2010, ambas máquinas se transfirieron a cualquier lugar del país, por lo tanto podría haber sido dejados de lado en otros lugares.
Una máquina SuperChina, a partir de 2010, sigue siendo funcional. Ubicado actualmente en Manila Siempre Gotesco Plaza Avenida Recto, Manila, que era en realidad cerca de donde fue visto la primera máquina ez2Dancer SuperChina. Confirmado como La tercera máquina ya que ambos fueron puestos en libertad en 2007.
Dos máquinas ez2Dancer 2nd Move siguen siendo funcionales sin embargo. Uno actualmente localizada en PureGold Monumento, Caloocan el cual se encuentra primero en un centro comercial cercano, Siempre Gotesco Grand Central, luego fue trasladado a [Robinsons [Galería]] Ortigas Avenue, Quezon City antes de que fuera sustituido por la Pump It Up NX2. La otra máquina se encuentra actualmente en TriNoMa, EDSA, la avenida del norte, la ciudad de Quezon, al estar situada en la primera zona horaria Glorietta 2, la Avenida Ayala, Makati City. El movimiento fue causado por el 2007 Glorietta explosión obligar Zona horaria para transferir todos sus máquinas recreativas en otros sitios.

### Londres
Superchina estaba en arcade Funland, Londres Trocadero (Piccadilly Circus) entre septiembre de 2005 a julio de 2007, tras lo cual fue reemplazado por Pump It Up NX. La máquina fue enviado de vuelta a los distribuidores y la nueva ubicación se desconoce. Esta fue la única Máquina Con la versión SuperChina en el Reino Unido.
EZ2Dancer puede ser simulado por StepMania aunque no Existen controladores oficiales y funcionales para Pc , sus stepfiles se pueden descargar gratis en http://www.ez2dance.com, El registro es necesario para acceder a su zona de descarga exclusiva (El idioma del sitio está en chino-tradicional). PD: El sitio ya no existe

### Chile
Antiguamente existían Ez2Dancer 2nd Move en Juegos Diana ubicados en calle San Diego y una EZ2Dancer Super China en Entretenimientos Diana ubicados en Calle Merced. Una EZ2Dancer Super China existió en San Felipe (Chile) y otra en Talcahuano. También existieron máquinas en ciudades de la costa de Chile, como lo son El Quisco, Cartagena (Chile), San Antonio y en el Norte de Chile. En el Sur de Chile más concretamente en Temuco se encontraba una máquina Ez2Dancer The 1st Move en los juegos Gioco.
En Melipilla se encontraron existencias de Ez2Dancer UK Move Special Edition y de Ez2Dancer 2nd Move.
Actualmente existen algunos ejemplares de máquinas Ez2dancer en estado funcional, las que se encuentran en propiedad de coleccionistas privados de arcades del país.

### México
En México Existió una Máquina ez2dancer 2nd move en Diversia Fun Center en Monterrey, Nuevo león, desde el 2003 al 2009. La máquina fue reenviada a los distribuidores, después del cierre de Diversia Fun Center.
En 2022, fue recuperada una máquina ez2dancer ( versión que aun se desconoce ) en Monterrey, Nuevo León, siendo así la única máquina de ez2dancer que existe en México actualmente.

## Amuseworld en la quiebra
Los seguidores de EZ2Dancer llevaban tiempo esperando el lanzamiento de la próxima versión, UK Move Special Edition y SuperChina fueron las versiones conocidas por última vez. AmuseWorld se habían centrado en su serie EZ2DJ, sin embargo en el 10 de julio de 2007 Konami ganó una demanda por violación de patentes alegando que EZ2DJ era muy similar al Beatmania. Esto ha hecho efectivo que Amuseworld termine en la quiebra. Aunque EZ2Dancer 3RD Move estaba disponible para comprar en channelbeat.com a finales de 2005, este resultó ser un error ortográfico, sin embargo se rumorea de una máquina desconocida con modo EZ2DJ al lado izquierdo del modo EZ (easy) en la página: https://web.archive.org/web/20090303032857/http://dancemania.blogdiario.com/1128117600/ .